# Estado laico

Laicidad estatal en el mundo (azul). En rojo, aquellos países en que existe una religión oficial. En gris, aquellos con una legislación ambigua.

El término Estado laico se utiliza para denominar al Estado, nación o país que ha adoptado el laicismo y funciona de manera independiente de cualquier organización o confesión religiosa o de toda religión, a diferencia de los Estados confesionales, y en el cual las autoridades políticas no se adhieren públicamente a ninguna religión determinada y en el cual las creencias religiosas no influyen sobre la política nacional. El Estado laico se diferencia del Estado ateo en que este último promueve activamente el anticlericalismo.
En un sentido estricto, la condición de Estado laico supone la nula injerencia de cualquier organización o confesión religiosa en el gobierno de un país, ya sea el poder legislativo, el ejecutivo o el judicial. En un sentido laxo un Estado laico es aquel que es neutral en materia de religión por lo que no ejerce apoyo ni oposición explícita o implícita a ninguna organización o confesión religiosa.
En la actualidad, de los 193 Estados miembros de las Naciones Unidas, aproximadamente 160 son estados laicos. Son a nivel nacional como también regional, como el caso del Reino Unido, donde algunos de sus países constituyentes y dependencias no tienen una confesión religiosa oficial o en el caso Dinamarca, las Islas Feroe que es una región autónoma dependiente del Reino de Dinamarca, a diferencia de su metrópoli que es un Estado confesional, esta no cuenta tampoco con una religión oficial como lo cuenta también la otra región autónoma de Groenlandia.

## Historia
Antes del siglo XX, muchos países eran Estados confesionales, y reflejaban en sus respectivas constituciones, o por decreto del monarca, que el Estado reconocía una religión oficial, aunque otras religiones se permitieran practicar libremente. No era raro que el clero interfiriera en asuntos de Estado (ni que el Estado interfiriera en los asuntos eclesiales, por ejemplo, en la elección de obispos, o vetar la elección del papa por el cónclave).

## Características
Un Estado laico trata a todos los ciudadanos por igual, tanto a los creyentes de cualquier religión como a los no creyentes. En tal sentido evita la discriminación por cuestiones religiosas pero tampoco favorece a alguna confesión determinada. Por lo general en el Estado laico no existe una "religión de Estado" o equivalente y se mantiene la Separación entre la Iglesia y el Estado. En caso de haber una religión que reciba un trato especial por parte del gobierno, dicha importancia tendría un significado puramente simbólico, que no afectaría a la vida ordinaria de sus ciudadanos ni sus derechos, especialmente en el hecho de no hacer distinciones basadas en la religión de cada individuo.
Hay una diferencia importante entre los Estados laicos y los Estados ateos, como era el caso de Albania bajo Enver Hoxha, y otros regímenes socialistas, donde el Estado expresamente se oponía a cualquier creencia y práctica religiosa. En algunos países laicos existe una religión mayoritaria entre la población (Turquía, Tailandia, Nepal, Colombia, Chile) y en otros existe una gran diversidad (India, Líbano).
No todos los Estados denominados laicos lo son completamente en la práctica. En Francia, España, Filipinas y gran parte de Latinoamérica, la mayoría de las festividades cristianas son festivos para la administración pública, aunque sin obligar por ejemplo a los funcionarios asistir a las procesiones y al mismo tiempo de acatar los feriados santorales como la Semana Santa, corpus christi, día de todos los santos, día de difuntos y Navidad, ambas siendo como parte de la cultura del catolicismo donde es practicado por la mayoría de la población en estos países. En Perú constitucionalmente protege la confesión católica aunque permite otras confesiones, en España los profesores de religión católica son asalariados del Estado. En cambio, en Francia las escuelas públicas no ofrecen la asignatura de religión.
Muchos Estados que hoy en día son laicos, han tenido vestigios legales de una religión establecida. El laicismo tiene varias apariencias que pueden coincidir con diversos grados de religiosidad oficial. Así, en la Commonwealth, la cabeza del Estado debe haber sido coronada según el Juramento de coronación de 1688 (Coronation Oath Act) jurando por tanto la defensa de la fe anglicana. El Reino Unido también mantiene 26 clérigos de la Iglesia de Inglaterra conocidos como Observadores espirituales (Spiritual Peers). El camino inverso también ocurre: de Estado laico a teocracia, como en el caso de Irán, donde la secularización del Estado de la dinastía Pahlaví fue reemplazada por la República Islámica.
Partiendo del hecho de que la gran mayoría de los Estados han tenido religión oficial en alguna etapa de su historia y que el mapa del artículo muestra que la situación se ha ido revirtiendo en los últimos 250 años, puede concluirse que la tendencia es hacia una secularización del Estado desde la Edad Moderna.

## Lista por continente
Se muestra una lista de los estados sin ninguna religión estatal:

### África
- Angola[12]
- Benín[13]
- Botsuana[14]
- Burkina Faso
- Burundi[15]
- Cabo Verde
- Camerún[16]
- Chad[17]
- República del Congo
- República Democrática del Congo
- Costa de Marfil
- Eritrea[18]
- Etiopía[19]
- Gabón[20]
- Gambia[21]
- Ghana[22]
- Guinea[23]
- Guinea-Bisáu
- Guinea Ecuatorial
- Kenia[24]
- Lesoto[25]
- Liberia[26]
- Madagascar[27]
- Malaui[28]
- Malí[29]
- Mauricio
- Mozambique[30]
- Namibia[31]
- Níger[32]
- Nigeria[33]
- República Centroafricana
- Ruanda[34]
- Santo Tomé y Príncipe
- Senegal[35]
- Seychelles
- Sierra Leona
- Suazilandia
- Sudáfrica
- Sudán[36]
- Sudán del Sur
- Tanzania[37]
- Togo[38]
- Uganda[39]
- Zimbabue[40]

### América
- Antigua y Barbuda
- Argentina[41]
- Aruba
- Bahamas
- Barbados
- Belice
- Bolivia[42]
- Brasil[43]
- Canadá[44]
- Chile[45]
- Colombia[nota 1][46]
- Cuba[47]
- Curazao
- Dominica
- Ecuador[48]
- El Salvador[49]
- Estados Unidos[50]
- Granada
- Guatemala
- Guyana
- Haití
- Honduras
- Jamaica
- México[51]
- Nicaragua
- Panamá
- Paraguay[52]
- Perú
- Puerto Rico[53]
- República Dominicana
- San Cristóbal y Nieves
- San Martín
- Santa Lucía
- Surinam
- Trinidad y Tobago[54]
- Uruguay[55]
- Venezuela[56]

### Asia
- Armenia
- Azerbaiyán[57]
- Bután
- Birmania
- República Popular China[58]
  -  Hong Kong, República Popular China
  -  Macao, República Popular China
- República de Corea (Corea del Sur)[59]
- Filipinas[60]
- Georgia
- India[61]
- Indonesia
- Israel
- Japón[62]
- Kazajistán[63]
- Kirguistán[64]
- Laos[65]
- Líbano[66]
- Mongolia
- Nepal[67]
- Siria
- Singapur
- Taiwán (República de China)
- Tailandia
- Tayikistán
- Timor Oriental[68]
- Turkmenistán[69][70]
- Uzbekistán
- Vietnam[71]

### Europa
- Albania[72]
- Alemania[73]
- Andorra[74]
- Austria[75]
- Bielorrusia[76]
- Bélgica[77]
- Bosnia y Herzegovina
- Bulgaria
- Croacia[78]
- Chipre[79]
- Dinamarca
  -  Islas Feroe
- Eslovaquia[80]
- Eslovenia
- España[nota 2]
- Estonia[84]
- Finlandia
- Francia[85]
- Grecia
- Hungría[86]
- Irlanda[87]
- Italia[88]
- Kosovo
- Letonia[89]
- Lituania
- Luxemburgo
- Macedonia del Norte
- Moldavia
- Montenegro
- Países Bajos
- Polonia[90]
- Portugal[91]
- Reino Unido
  -  Gibraltar
  -  Irlanda del Norte
  -  País de Gales
- República Checa[92]
- Rumanía
- Rusia[93]
- San Marino
- Serbia
- Suecia
- Suiza
- Turquía[94]
- Ucrania[95]

### Oceanía
- Australia[96]
- Estados Federados de Micronesia[97]
- Fiyi
- Guam
- Islas Marianas del Norte
- Islas Salomón
- Nueva Zelanda
- Palaos
- Papúa Nueva Guinea

## Antiguos Estados laicos
- Pakistán (1947-1956) Tras la aplicación de la constitución de 1956, queda instituido el islam como religión de Estado.
- Bangladés - Proclamada república laica con la independencia de 1971, el presidente Hossain Ershad instituye el islam como religión de Estado con la octava enmienda a la Constitución (junio de 1988), citando la necesidad de combatir los movimientos fundamentalistas.
- Irán, Estado laico en 1925 con Reza Pahlavi como sha. El islam se reinstituye como religión de Estado en diciembre de 1979 con la adopción de una nueva Constitución.
- Afganistán (1978-1987) En 1987 fue promulgada una nueva Constitución, que fue enmendada en 1990. Se restablece el islam como la religión oficial del Estado.

## Estados con la propuesta de ser laicos
- Costa Rica, actualmente es un Estado confesional ya que así se reconoce en el apartado 75 de la Constitución de 1949 en la cual se consigna a la religión católica como la religión oficial del estado y se asegura que el gobierno y el Estado contribuyen a su mantenimiento y financiamiento, pero asegurando las libertades individuales de conciencia y de culto, siempre y cuando no se opongan a “la moral universal ni las buenas costumbres”. La reforma constitucional, presentada en mayo de 2019, en este país centroamericano, podría cambiar la redacción actual a favor de la laicidad estatal. Fue presentada por la actual diputada (2018-2022), María Vita Monge Granados, quien es representante del Partido Unidad Social Cristiana, y es impulsado por 19 diputados de distintos partidos, incluido Acción Ciudadana, partido en el poder en mayo de 2019.[98]

En la Asamblea Legislativa de Costa Rica se han presentado tres iniciativas de ley que buscan reformar ese artículo constitucional; sin embargo, han sido archivados. Actualmente, se encuentra en la corriente legislativa bajo el expediente 21.380, el proyecto de la diputada socialcristiana, quien ha asegurado que la reforma propuesta busca otorgar seguridad jurídica a la pluralidad de religiones que conviven en el país, así como también a quienes no creen en ninguna. Según la congresista costarricense, no representa un trato igualitario el que el Estado costarricense haya otorgado entre 2010 y 2015, más de 3900 millones de colones a la Iglesia Católica de Costa Rica.

## Comparación con otros modelos de relación Estado-religión
Paul Cliteur, catedrático de Jurisprudencia de la Universidad de Leiden, establece en su ensayo  Esperanto moral (2007) cinco modelos en la relación entre el Estado y la religión:
1. Estado ateo o ateísmo de Estado. Es la promoción estatal de la irreligión, no admite ninguna forma de religión o secta. Se establece a través de la destrucción de edificios religiosos (iglesias, mezquitas, sinagogas, templos hindúes, templos budistas, templos sintoístas, etc.), la quema de libros sagrados (Biblia, Corán y Torá), el encarcelamiento, la persecución o deportación de ministros religiosos y la prohibición total de la práctica religiosa, como es el caso de Corea del Norte.
2. Estado laico o irreligioso. El Estado no tiene una religión estatal y supone la nula injerencia de cualquier organización o confesión religiosa en el gobierno de un país, ya sea en el poder legislativo, el ejecutivo o el judicial.
3. Estado aconfesional o neutro colaborativo. El Estado no tiene una Iglesia oficial o religión de Estado, pero sí da importancia a las expresiones religiosas de su pueblo, que no sólo las protege, sino que las fomenta de forma equitativa entre los diferentes sectores religiosos presentes en su territorio. Este es un modelo reivindicado por los diferentes sectores religiosos que no tienen estatus de religión oficial.
4. Estado multirreligioso, pluriconfesional o con varias religiones oficiales. El Estado ayuda e incluso financia a varias religiones que reconoce como estatales y mantiene a sus clérigos, sus templos y sus actividades. Aunque se den casos de tolerancia religiosa, los beneficios para las religiones oficiales resultan en detrimento de las demás religiones presentes en el territorio.
5. Estado confesional o con religión oficial. Una Iglesia o religión ocupa un lugar destacado en tareas de gobierno y orden público. El Estado mantiene la Iglesia dominante a través de los impuestos de la población. Aunque se den casos en que también se toleran otras Iglesias, los derechos de la religión estatal menoscaban a los demás sectores religiosos que hacen presencia entre su población.
6. Teocracia o Estado unificado con la religión oficial. Una religión dominante es la que ocupa el poder en el gobierno. Por lo general, se establece como la única religión tolerada y todas las demás son suprimidas. Se aplican las leyes que conciernen a esa religión. Se mantiene en Europa en la Ciudad del Vaticano, el monte Athos y la Orden de Malta. También en gran parte de Oriente Próximo, como Arabia Saudita; se instauró en el poder en Irán desde 1979, en Marruecos el rey es a la vez líder político y religioso, en Pakistán se aplica la sharía, especialmente en zonas rurales, así como en Afganistán en dos ocasiones (el Estado Islámico y el primer Emirato Islámico en los años 1990 y el segundo Emirato Islámico desde 2021) y en algunas zonas mayormente musulmanas de Nigeria y Sudán. Aunque existen algunos países islámicos seculares como Turquía e Indonesia, en general el islam tiene una fuerte influencia política en gran parte de naciones de mayoría musulmana.